# خودروی پونی

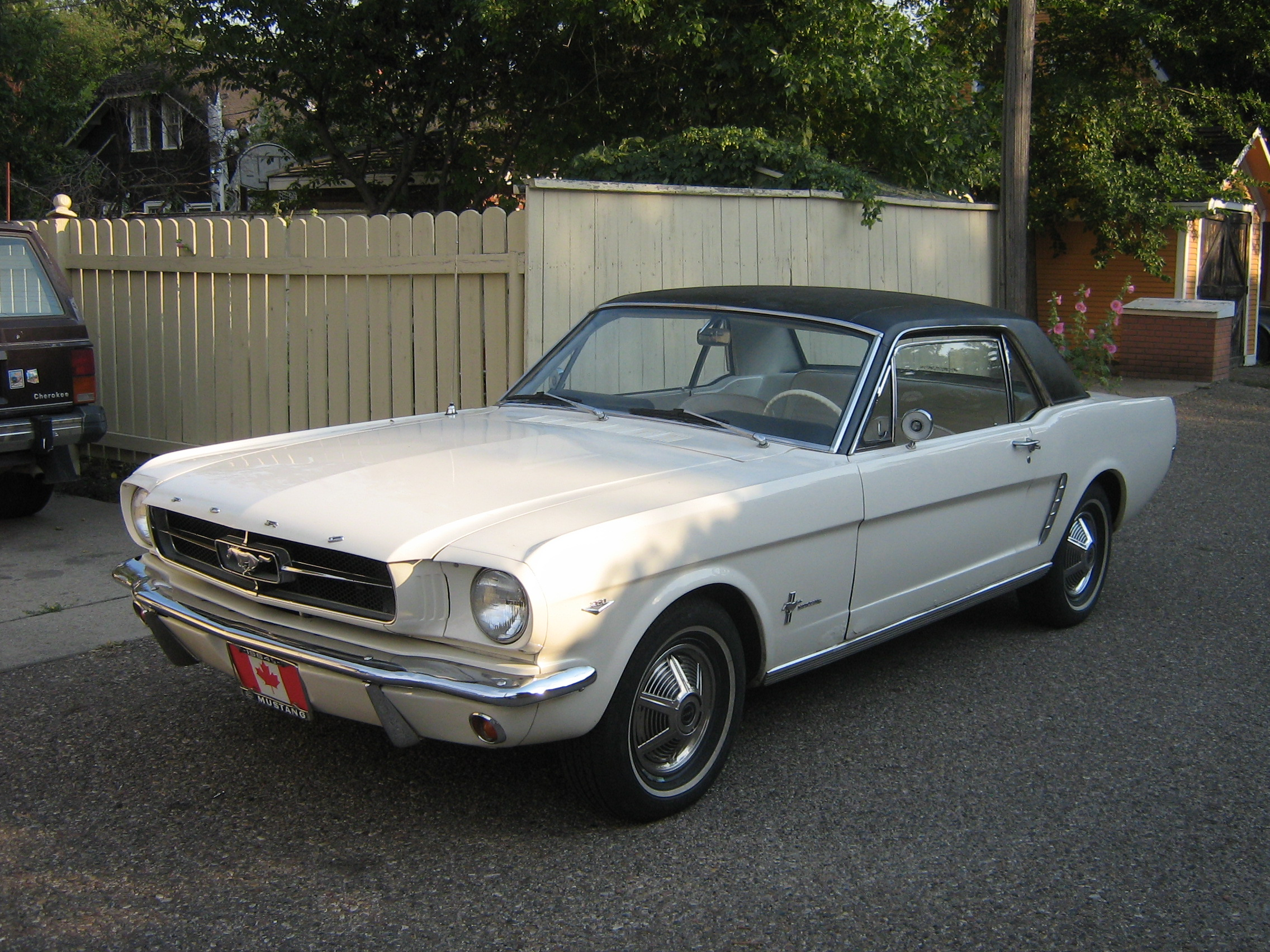
فورد موستانگ ۱۹۶۵، اولین خودروی کلاس پونی

خودروی پونی (انگلیسی: Pony car) یکی از کلاس‌های خودروهای آمریکایی است که اولین بار در سال ۱۹۶۴ فورد ماستنگ به عنوان خودرویی از این کلاس به بازار عرضه شد. خودروهای پونی معمولاً جمع و جور، مقرون به صرفه، اسپرت و دارای پیشرانه‌ای قوی هستند.
از دیگر مدل خودروهای پونی می‌توان شورلت کامارو، پونتیاک فایربرد، مرکوری کوگر و فورد کاپری را نام برد.